# Глинський Іван
Іван Глинський (дати народження і смерті невідомі) — львівський гравер на дереві другої половини XVII століття.
Виконував ілюстрації до «Тріоді Цвітної» (Львів, 1667),  заставки до «Требника» (Львів, 1682), ілюстрації до «Евкології» (Львів, 1719). У його працях помітні народні мотиви.